# Gymnosporangium harknessianum
Gymnosporangium harknessianum är en svampart som beskrevs av F. Kern ex Arthur 1926. Gymnosporangium harknessianum ingår i släktet Gymnosporangium och familjen Pucciniaceae.   Inga underarter finns listade i Catalogue of Life.